# J. Walter Kennedy Citizenship Award

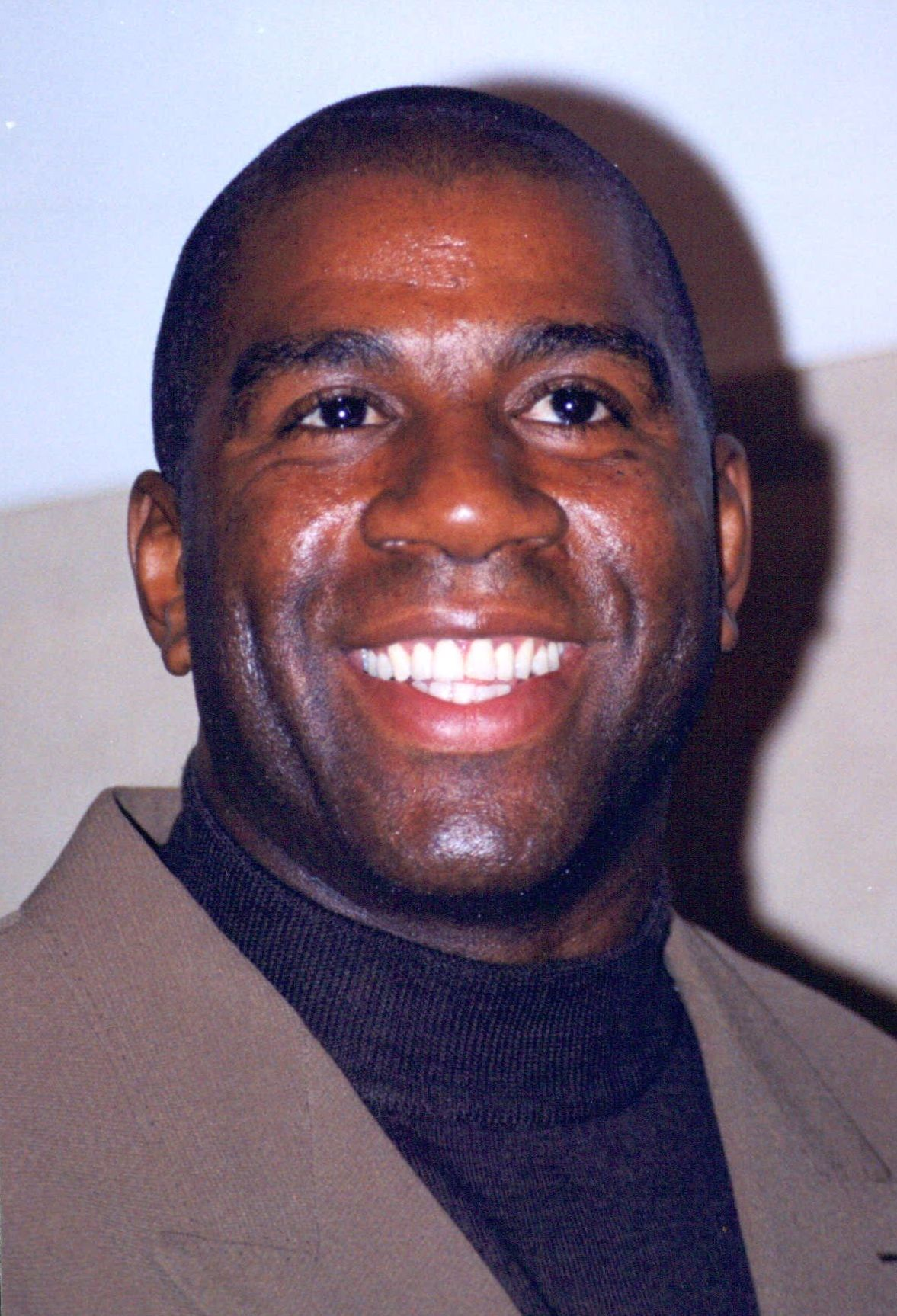
Magic Johnson conquistou o prêmio na temporada de 1991-92.

O J. Walter Kennedy Citizenship Award ou NBA Citizenship Award é um prêmio concedido pela National Basketball Association (NBA) desde a temporada de 1974-75. É concedido para o jogador, treinador ou instrutor que demonstra "excelente serviço e dedicação à comunidade". Foi nomeado J. Walter Kennedy posteriormente, em homenagem ao segundo comissionário da NBA, que serviu entre 1963 e 1975.

## Vencedores
| ^ | Denota um jogador ativo atualmente |
| * | Consta no Basketball Hall of Fame  |

| Temporada | Vencedor             | Nacionalidade                  | Time                       |
| --------- | -------------------- | ------------------------------ | -------------------------- |
| 1974-75   | Wes Unseld*          | Estados Unidos                 | Washington Bullets         |
| 1975-76   | Slick Watts          | Estados Unidos                 | Seattle SuperSonics        |
| 1976-77   | Dave Bing*           | Estados Unidos                 | Washington Bullets (2)     |
| 1977-78   | Bob Lanier*          | Estados Unidos                 | Detroit Pistons            |
| 1978-79   | Calvin Murphy*       | Estados Unidos                 | Houston Rockets            |
| 1979-80   | Austin Carr          | Estados Unidos                 | Cleveland Cavaliers        |
| 1980-81   | Mike Glenn           | Estados Unidos                 | New York Knicks            |
| 1981-82   | Kent Benson          | Estados Unidos                 | Detroit Pistons (2)        |
| 1982-83   | Julius Erving*       | Estados Unidos                 | Philadelphia 76ers         |
| 1983-84   | Frank Layden         | Estados Unidos                 | Utah Jazz                  |
| 1984-85   | Dan Issel*           | Estados Unidos                 | Denver Nuggets             |
| 1985-86   | Michael Cooper       | Estados Unidos                 | Los Angeles Lakers         |
| 1985-86   | Rory Sparrow         | Estados Unidos                 | New York Knicks (2)        |
| 1986-87   | Isiah Thomas*        | Estados Unidos                 | Detroit Pistons (3)        |
| 1987-88   | Alex English*        | Estados Unidos                 | Denver Nuggets (2)         |
| 1988-89   | Thurl Bailey         | Estados Unidos                 | Utah Jazz (2)              |
| 1989-90   | Doc Rivers           | Estados Unidos                 | Atlanta Hawks              |
| 1990-91   | Kevin Johnson        | Estados Unidos                 | Phoenix Suns               |
| 1991-92   | Magic Johnson*       | Estados Unidos                 | Los Angeles Lakers (2)     |
| 1992-93   | Terry Porter         | Estados Unidos                 | Portland Trail Blazers     |
| 1993-94   | Joe Dumars*          | Estados Unidos                 | Detroit Pistons (4)        |
| 1994-95   | Joe O'Toole          | Estados Unidos                 | Atlanta Hawks (2)          |
| 1995-96   | Chris Dudley         | Estados Unidos                 | Portland Trail Blazers (2) |
| 1996-97   | P.J. Brown           | Estados Unidos                 | Miami Heat                 |
| 1997-98   | Steve Smith          | Estados Unidos                 | Atlanta Hawks (3)          |
| 1998-99   | Brian Grant          | Estados Unidos                 | Portland Trail Blazers (3) |
| 1999-00   | Vlade Divac          | Iugoslávia                     | Sacramento Kings           |
| 2000-01   | Dikembe Mutombo*     | República Democrática do Congo | Philadelphia 76ers (2)     |
| 2001-02   | Alonzo Mourning*     | Estados Unidos                 | Miami Heat (2)             |
| 2002-03   | David Robinson*      | Estados Unidos                 | San Antonio Spurs          |
| 2003-04   | Reggie Miller*       | Estados Unidos                 | Indiana Pacers             |
| 2004-05   | Eric Snow            | Estados Unidos                 | Cleveland Cavaliers (2)    |
| 2005-06   | Kevin Garnett*       | Estados Unidos                 | Minnesota Timberwolves     |
| 2006-07   | Steve Nash*          | Canadá                         | Phoenix Suns (2)           |
| 2007-08   | Chauncey Billups     | Estados Unidos                 | Detroit Pistons (5)        |
| 2008-09   | Dikembe Mutombo* (2) | República Democrática do Congo | Houston Rockets (2)        |
| 2009-10   | Samuel Dalembert     | Canadá                         | Philadelphia 76ers (3)     |
| 2010-11   | Ron Artest           | Estados Unidos                 | Los Angeles Lakers (3)     |
| 2011-12   | Pau Gasol*           | Espanha                        | Los Angeles Lakers (4)     |
| 2012-13   | Kenneth Faried^      | Estados Unidos                 | Denver Nuggets (3)         |
| 2013-14   | Luol Deng            | Reino Unido                    | Cleveland Cavaliers (3)    |
| 2014-15   | Joakim Noah          | França                         | Chicago Bulls              |
| 2015-16   | Wayne Ellington^     | Estados Unidos                 | Brooklyn Nets              |
| 2016-17   | LeBron James^        | Estados Unidos                 | Cleveland Cavaliers (4)    |
| 2017-18   | J. J. Barea          | Porto Rico                     | Dallas Mavericks           |
| 2018-19   | Damian Lillard^      | Estados Unidos                 | Portland Trail Blazers (4) |
| 2019-20   | Malcolm Brogdon^     | Estados Unidos                 | Indiana Pacers (2)         |
| 2022-23   | Stephen Curry^       | Estados Unidos                 | Golden State Warriors      |